# Keyczar
Keyczar es una herramienta Open Source, desarrollada por Google, que implementa cifrado y autentificación para claves públicas. Tiene implementaciones para Java y Python.

## Características
- Un API simple.
- Rotación de claves y versionado.
- Implementaciones en Java y Python.

## Historia
Keyczar fue desarrollado originalmente por miembros del equipo de seguridad de Google y se lanzó bajo una licencia Apache 2.0. Algunos de los desarrolladores involucrados fueron Steve Weis y Arkajit Dey.

## Uso
Su uso es muy sencillo
- En Java:

```
Crypter
 
crypter
 
=
 
new
 
Crypter
(
"/path/to/your/keys"
);

String
 
ciphertext
 
=
 
crypter
.
encrypt
(
"Secret message"
);

```

- En Python:

```
crypter
 
=
 
Crypter
.
Read
(
"/path/to/your/keys"
);

ciphertext
 
=
 
crypter
.
Encrypt
(
"Secret message"
);

```